# 폴리나 구리예바
폴리나 알렉산드로브나 구리예바(투르크멘어: Polina Aleksandrowna Gurýewa, 러시아어: Поли́на Алекса́ндровна Гу́рьева, 1999년 10월 5일~)는 투르크메니스탄의 역도 선수이다. 2020년 하계 올림픽에서 여자 라이트급 은메달을 획득하며 투르크메니스탄 선수로는 최초로 올림픽 메달리스트가 되었다.